# Sichuan
Sichuan (uitspraakⓘ) is een provincie in het westen van China, bekend om haar eigen keuken en vruchtbare grond met hoge opbrengst. De provinciehoofdstad is Chengdu. Het Sichuanhua en Yubei-Hakka zijn de belangrijkste dialecten.

## Geschiedenis
De naam Sichuan betekent "Vier Rivieren".
Tot 14 maart 1997 viel de tegenwoordige stadsprovincie Chongqing onder Sichuan. De drie voormalige prefecturen (Fuling, Wanxian en Qianjiang) werden onder het bestuur van Chongqing geplaatst. Dit betrof in totaal 30,2 miljoen mensen. Deze reorganisatie werd doorgevoerd om het westen van China beter te ontwikkelen, en om mensen die hun huizen door het Drieklovendam-project waren kwijt geraakt te herhuisvesten. Vóór de deling was Sichuan de meest bevolkingsrijke provincie van China.
Op 12 mei 2008 werd de provincie getroffen door een zeer zware aardbeving met de kracht van 7,9 op de schaal van Richter.

## Geografie
Sichuan maakt traditioneel deel uit van Zuidwest-China.
Het oostelijke deel van de provincie ligt in het Rode Bekken en wordt geheel omringd door hoge bergen. Dit deel kent een hoge bevolkingsdichtheid. Vrijwel alle steden bevinden zich hier en er wonen circa honderd miljoen mensen. De Yangtze en enkele grote zijrivieren, zoals de Min en de Jialing, zijn de belangrijkste rivieren. Ook de stadsprovincie Chongqing bevindt zich in het Rode Bekken.
Het grotere westelijke deel bestaat uit de oostelijke bergketens van de Himalaya. De hoogste berg is de Gongga Shan (7590 meter). Dit deel wordt tot het historische Tibet gerekend.
In Sichuan bevindt zich het Wolong natuurreservaat, voor de met uitsterven bedreigde reuzenpanda. In juli 2006 werd dit op de werelderfgoedlijst geplaatst (categorie natuurerfgoed). In het noorden van de provincie ligt het Jiuzhaigou Nationaal Park (Negen dorpenvallei), eveneens op de werelderfgoedlijst geplaatst.

### Aangrenzende provincies
| Aangrenzende provincies   | Aangrenzende provincies | Aangrenzende provincies | Aangrenzende provincies | Aangrenzende provincies |
| ------------------------- | ----------------------- | ----------------------- | ----------------------- | ----------------------- |
|                           |                         | Qinghai, Gansu, Shaanxi |                         |                         |
|                           |                         |                         |                         |                         |
| Tibetaanse Autonome Regio | Chongqing               |                         |                         |                         |
|                           |                         |                         |                         |                         |
|                           |                         | Yunnan                  |                         | Guizhou                 |

### Steden
| - Bazhong - Chengdu (hoofdstad) - Chongzhou - Dazhou - Deyang - Jianyang - Leshan - Lichuan - Mianyang - Mianzhu |  | - Neijiang - Panzhihua - Pingwu - Qionglai - Shifang - Wanyuan - Xichang - Yibin - Zigong |

## Bestuurlijke indeling
De bestuurlijke indeling van Sichuan is als volgt:
|                      |                           |                    |                              |  |  |  |  |
| Nr.                  | Naam                      | Hanzi              | Hanyu Pinyin                 |  |  |  |  |
| Subprovinciale stad  |                           |                    |                              |  |  |  |  |
| 9                    | Chengdu                   | 成都市             | Chéngdū Shì                  |  |  |  |  |
| Stadsprefecturen     |                           |                    |                              |  |  |  |  |
| 3                    | Mianyang                  | 绵阳市             | Miányáng Shì                 |  |  |  |  |
| 4                    | Guangyuan                 | 广元市             | Gǔangyúan Shì                |  |  |  |  |
| 5                    | Nanchong                  | 南充市             | Nánchōng Shì                 |  |  |  |  |
| 6                    | Bazhong                   | 巴中市             | Bāzhōng Shì                  |  |  |  |  |
| 7                    | Dazhou                    | 达州市             | Dázhōu Shì                   |  |  |  |  |
| 8                    | Ya'an                     | 雅安市             | Yǎ'ān Shì                    |  |  |  |  |
| 10                   | Deyang                    | 德阳市             | Déyáng Shì                   |  |  |  |  |
| 11                   | Suining                   | 遂宁市             | Sùiníng Shì                  |  |  |  |  |
| 12                   | Guang'an                  | 广安市             | Guǎng'ān Shì                 |  |  |  |  |
| 13                   | Meishan                   | 眉山市             | Méishān Shì                  |  |  |  |  |
| 14                   | Ziyang                    | 资阳市             | Zīyáng Shì                   |  |  |  |  |
| 15                   | Leshan                    | 乐山市             | Lèshān Shì                   |  |  |  |  |
| 16                   | Neijiang                  | 内江市             | Nèijiāng Shì                 |  |  |  |  |
| 17                   | Zigong                    | 自贡市             | Zìgòng Shì                   |  |  |  |  |
| 18                   | Yibin                     | 宜宾市             | Yíbīn Shì                    |  |  |  |  |
| 19                   | Luzhou                    | 泸州市             | Lúzhōu Shì                   |  |  |  |  |
| 21                   | Panzhihua                 | 攀枝花市           | Pānzhīhūa Shì                |  |  |  |  |
| Autonome prefecturen |                           |                    |                              |  |  |  |  |
| 1                    | Garzê (Tibetaans)         | 甘孜藏族自治州     | Gānzī Zàngzú Zìzhìzhōu       |  |  |  |  |
| 2                    | Ngawa (Tibetaans & Qiang) | 阿坝藏族羌族自治州 | Ābà Zàngzú Qiāngzú Zìzhìzhōu |  |  |  |  |
| 20                   | Liangshan (Yi)            | 凉山彝族自治州     | Liángshān Yízú Zìzhìzhōu     |  |  |  |  |

Sichuan is verdeeld in achttien stadsprefecturen en drie autonome prefecturen.

## Minderheden
Sichuan heeft 86,7 miljoen inwoners, waarvan 95% Han-Chinees is. De overige vijf procent (4,2 miljoen mensen) bestaat uit Chinese minderheden. Er wonen 2,12 miljoen Yi, 1,27 miljoen Tibetanen, 300.000 Qiang, 150.000 Miao, 110.000 Hui.
De provincie heeft drie autonome prefecturen:
- Ngawa autonome prefectuur 阿坝藏族羌族自治州
- Garzê autonome prefectuur 甘孜藏族自治州
- Liangshan autonome prefectuur 凉山彝族自治州

## Cultuur
- Sichuan heeft de Chuan-opera als belangrijkste operavorm.
- De Chinese keuken uit Sichuan is beroemd en staat bekend om de pittige gerechten met hete kruiden.

## Onderwijs
Deze provincie telt drieëntwintig universiteiten.

## Geboren
- Zhu De (1886-1976), staatshoofd van de Volksrepubliek China en militair leider